# 心に、光を。 不確実な時代を生き抜く
『心に、光を。 不確実な時代を生き抜く』（The Light We Carry: Overcoming in Uncertain Times）は、ミシェル・オバマが執筆し、アメリカ合衆国で2022年11月15日にクラウン・パブリッシングより出版されたノンフィクション本である。AP通信によると、著者は「恐怖、無力感、自信喪失の感情を克服するために使用している慣行と実践、態度や信念、さらには物理的なものなど、『個人的なツールボックス』の内容を共有している」という。2023年2月、この本の題目とライブ・ブック・ツアーに基づいたオバマによるポッドキャストシリーズ『Michelle Obama: The Light Podcast』が告知され、3月7日よりAudibleより配信された。

## 背景
2018年にオバマが回想録『マイ・ストーリー』を発表し、全世界で1400万部以上を売り上げた。

## 内容
『心に、光を。』はCOVID-19パンデミックといった世界の不確実性を扱っている。
オバマは1980年代にプリンストン大学では珍しいアフリカ系アメリカ人の学部生だったときや、アフリカ系アメリカ人初のアメリカ合衆国大統領夫人になったときなど、不安や場違い感を抱いていた時期について語った。